# Лоран Кассегрен
Лоран Кассегрен (фр. Laurent Cassegrain; 1629 — 31 серпня 1693) — французький католицький священик і фізик. Про Кассегрена достеменно відомо лише те, що він запропонував оптичну схему телескопа, що носить його ім'я. За однією версією він був професором фізики в Коллеж-де-Шартр, за іншою — скульптором та ливарником Людовика XIV.

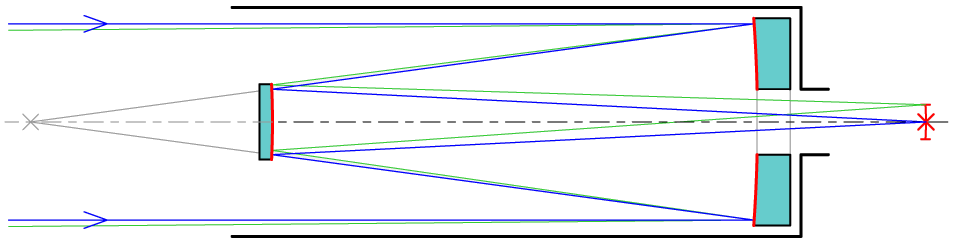
Шлях світла в рефлекторі Кассегрена

25 квітня 1672 на засіданні Паризькою АН було викладено трактат Кассегрена про мегафони. У трактаті також зазначалося, що Кассегрен розробив схему телескопа-рефлектора, відмінну від описаної Ісааком Ньютоном. У схемі Кассегрена опукле вторинне дзеркало розташоване так, що воно перехоплює промені від об'єктиву до їхнього сходження у фокус і відбиває до окуляра через центральний отвір у об'єктиві. Схема Кассегрена має низку переваг. У ній частково компенсується сферична аберація, завдяки чому вона набула широкого застосування у великих телескопах.